# Samarra
Samarra är en stad vid floden Tigris i Irak. Den är den största staden i provinsen Saladin och är belägen ungefär 125 km norr om Bagdad. Det finns inga officiella uppgifter från sen tid över stadens befolkning, men det distrikt som hör till staden hade en beräknad folkmängd av 188 735 invånare i början av 2003, på en yta av 4 504 km². 

## Historik
Under de medeltida byggnaderna har man hittat 8 000 år gamla gravar och keramik från neolitisk tid. Mellan 836 och 892 var Samarra huvudstad i det abbasidiska kalifatet och den viktigaste och största staden i den muslimska världen som just fått ge upp idén om ett enat muslimskt samfund. År 847 byggdes "den stora moskén" med sin fristående spiralminaret.
Samarra är en helig stad för shiamuslimerna. Här finns Al Askari-moskén, ett mausoleum för de shiitiska Askari-imamerna. Moskén bygges år 944 och dess kupol raserades vid ett bombdåd den 22 februari 2006.
Samarra har givit namn åt den så kallade Samarrakulturen, en arkeologisk benämning på neolitiska bosättningar från cirka 5000 f.kr. som grävts ut i området. Den definierande fyndorten är Tell es-Sawwan söder om staden Sammarra. Kulturen var framför allt känd för sin vackra och högkvalitativa keramik. Samarrakulturen var samtida med Halafkulturen och uppgick senare i Ubaidkulturen.
År 2003 listade Samarra av Unesco som hotat kulturellt världsarv.

## Galleri

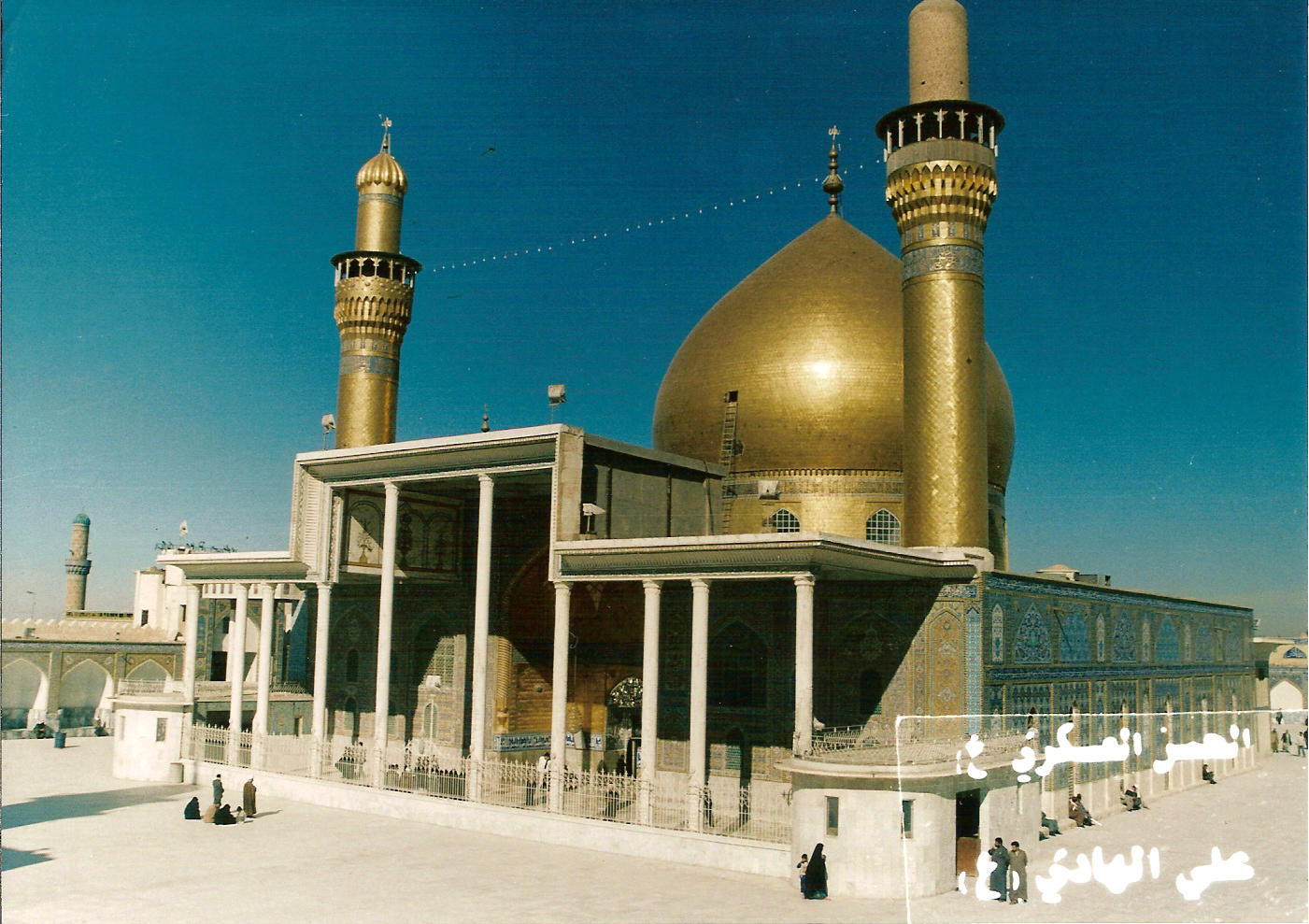
Al Askari-moskén.
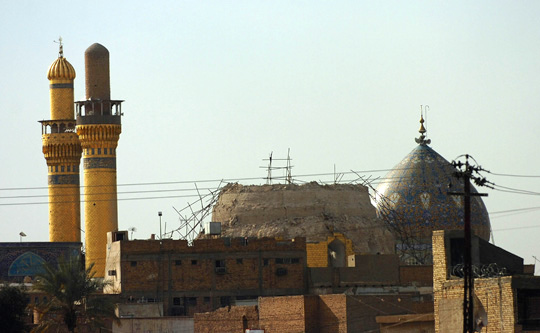
Al Askari-moskén efter första bombdådet, 2006.
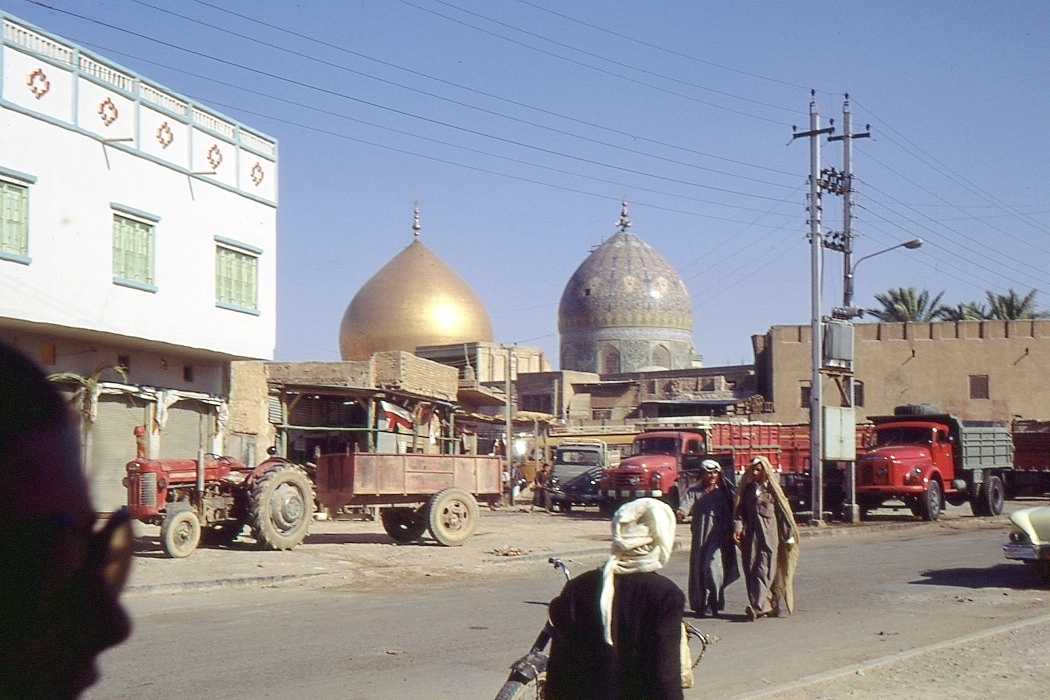
Samarra 1970. Al-Askari-moskén i bakgrunden.
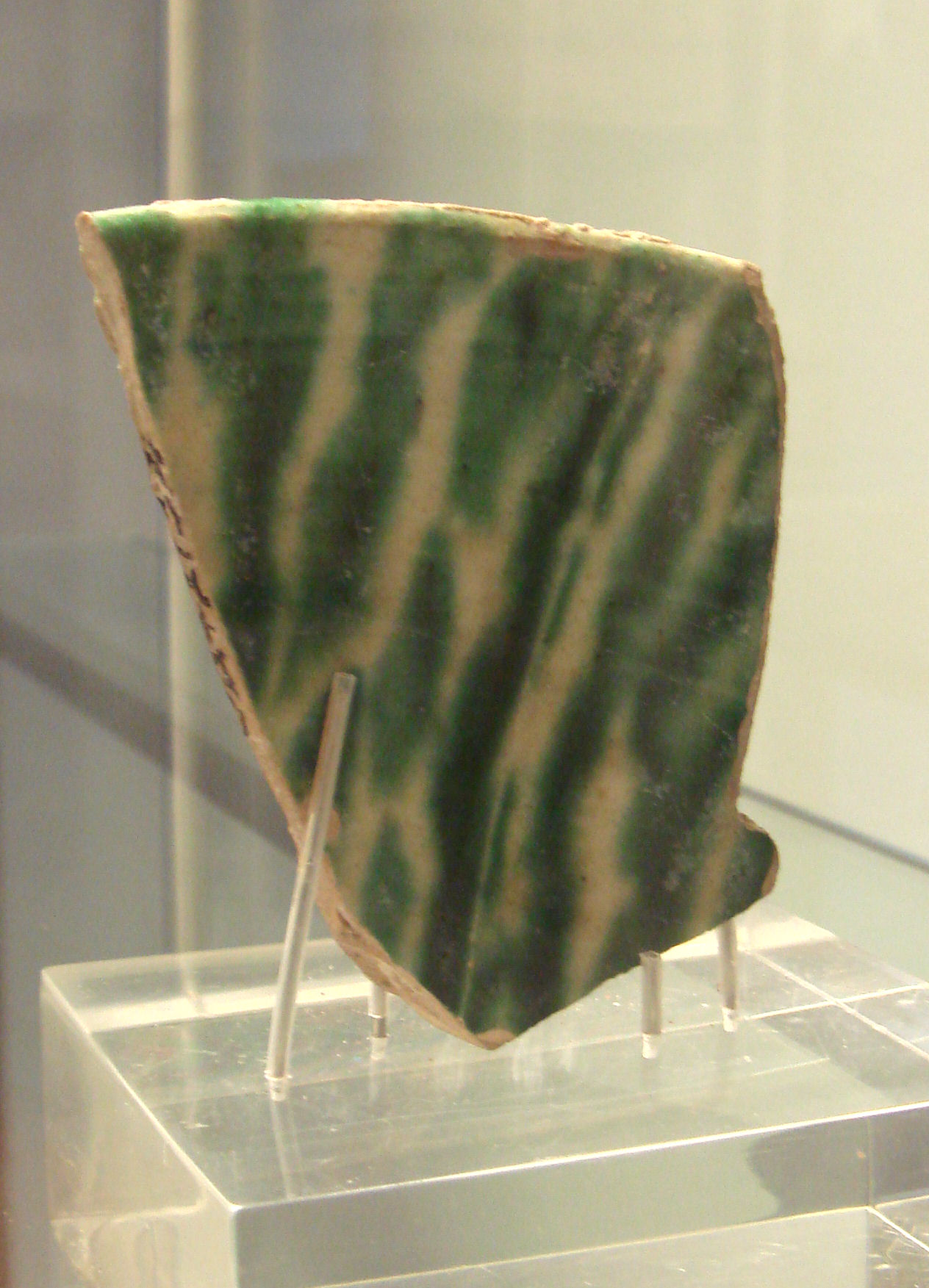
Kinesiskt porslin hittad i Samarra.
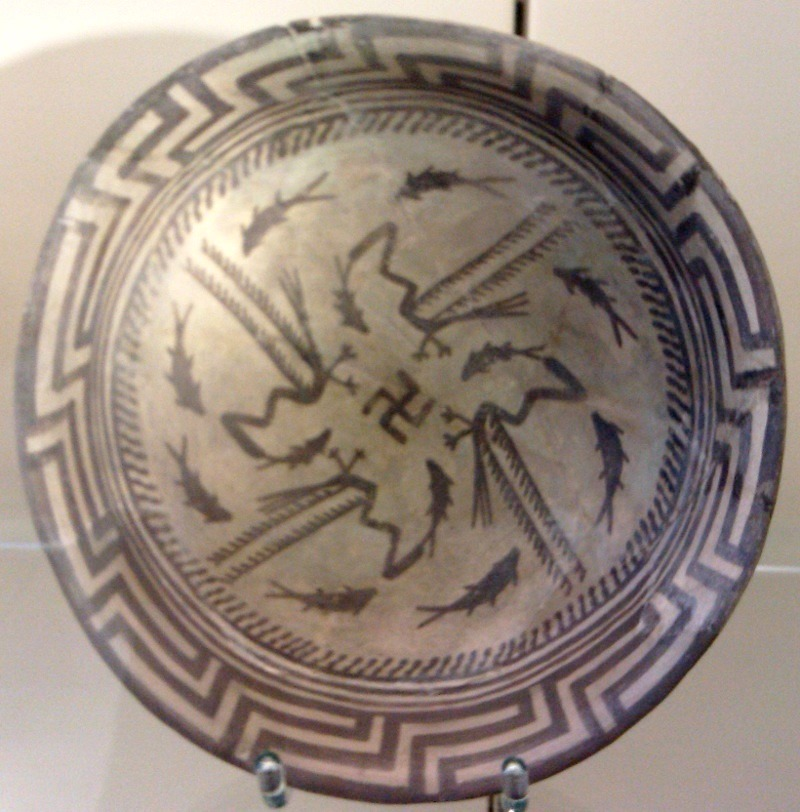
Samarraskålen.
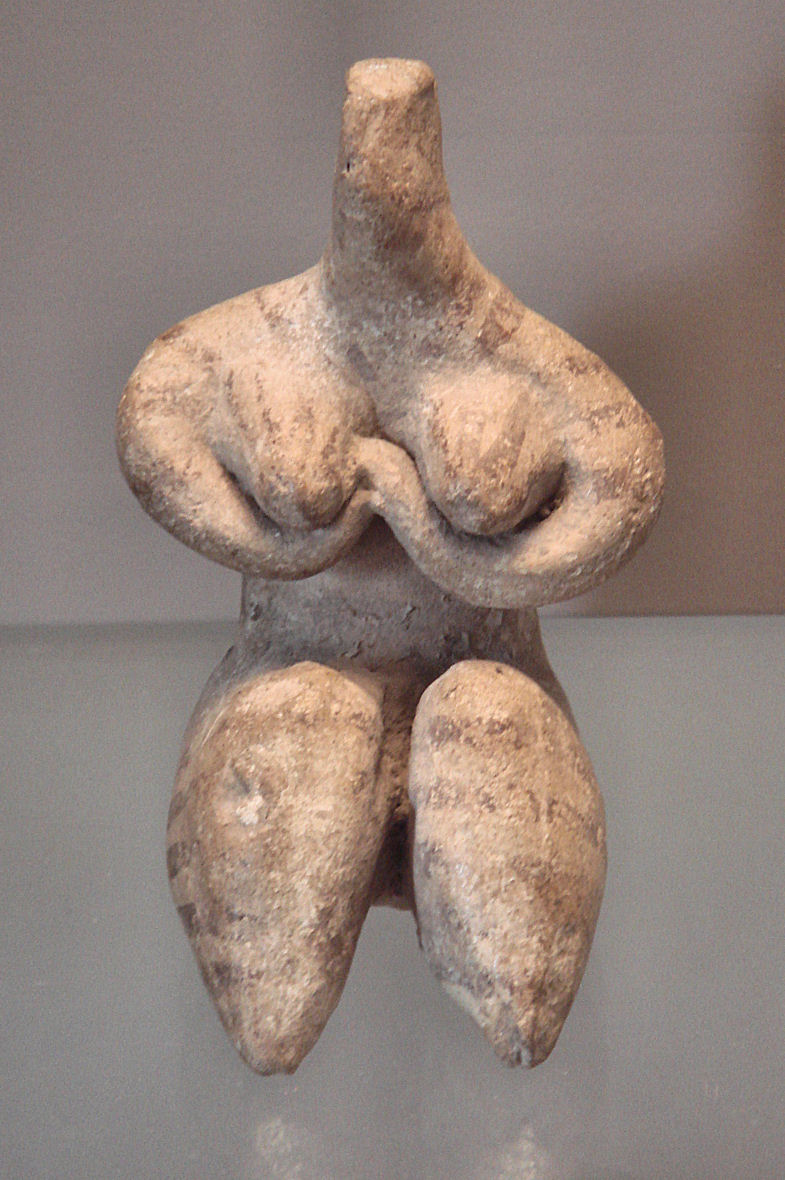
Statyett från Samarra daterad 6000 f.Kr.
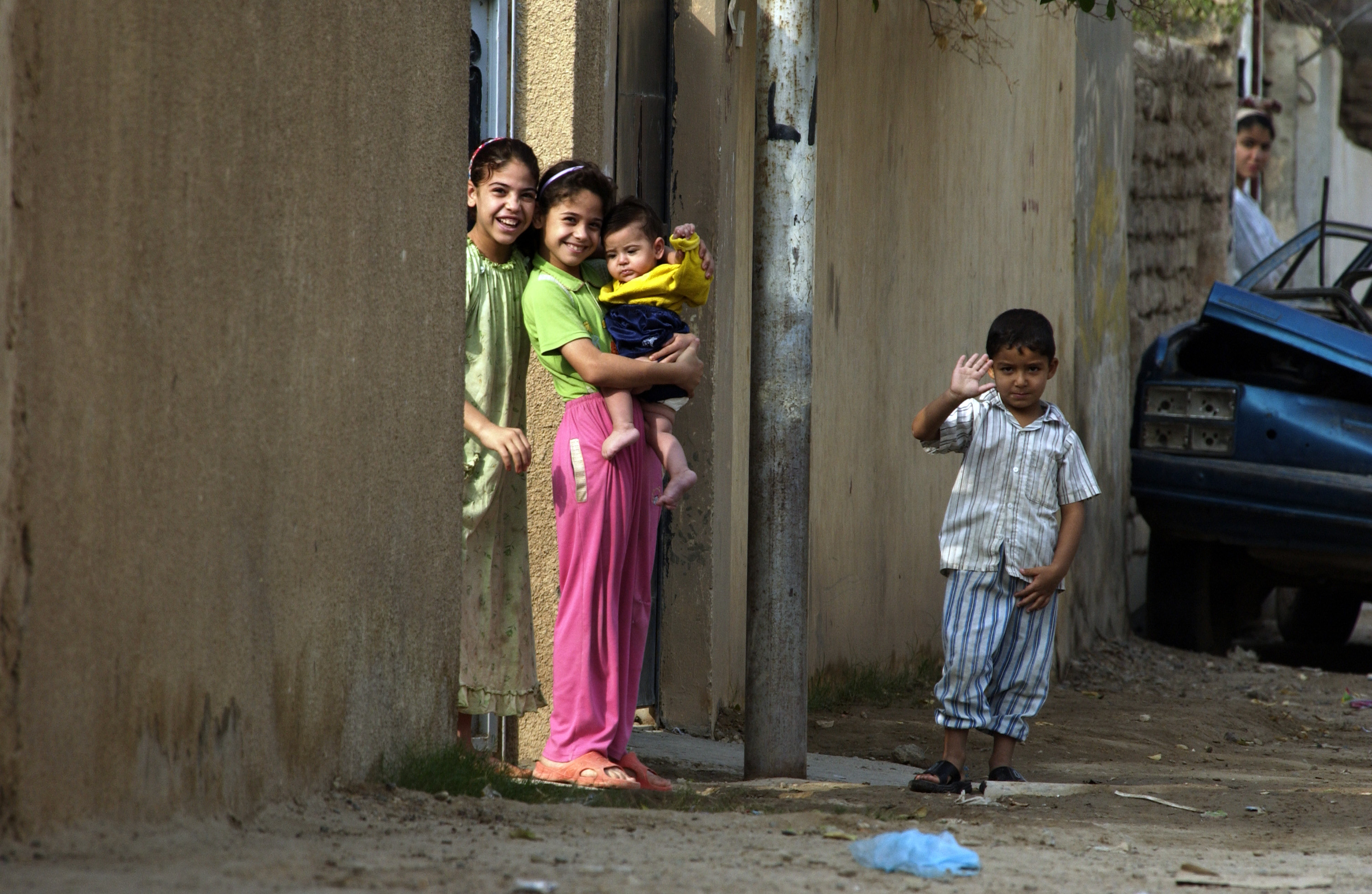
Barn i Samarra 2004.